# 阿格拉蒙特
阿格拉蒙特，是西班牙加泰罗尼亚莱里达省的一个市镇。 总面积79平方公里，总人口4759人（001年），人口密度60人/平方公里。